# Peter Koch (Musikpädagoge)
Peter Koch (* 7. Oktober 1925 in Osnabrück; † 20. November 2012 ebenda) war ein deutscher Musikpädagoge und Komponist, der didaktisch-methodische Konzepte für die deutschsprachige Schulmusik entwarf und durch zahlreiche Aktivitäten die Musikkultur der Stadt Osnabrück, des Landes Niedersachsen und der gesamten Bundesrepublik bereicherte.

## Leben und Wirken
Koch studierte nach dem Kriegsdienst ab 1946 in Berlin (Hochschule für Musik, u. a. bei Hermann Grabner), in Trossingen (damals kriegsbedingte Verlagerung der Musikhochschulen Stuttgart/Heidelberg) und an der Universität Münster (Germanistik, Philosophie und Musikwissenschaft bei Werner Korte) und legte Examina ab in Schulmusik, Violine (SMP), Komposition (Künstlerische Reife) mit Auszeichnung sowie in Germanistik. In Trossingen war er Hochschulassistent und seit 1952 unterrichtete er Musik und Deutsch an Gymnasien in Osnabrück, seit 1971 als Studiendirektor.
Peter Koch wirkte als Autor und Mitherausgeber der Schulbuchreihe „Musik um uns“ (1972–1993) mit, er publizierte über die von ihm 1951 erfundene Nü-Methode. Er verfasste zahlreiche Artikel, Kritiken, Glossen u. a. m. für wichtige Fachzeitschriften (Musik im Unterricht, Musik und Bildung, NMZ, Melos), Verbandsblätter und Tageszeitungen, insbesondere in Bezug auf zeitgenössische Musik. Er hielt zahlreiche Vorträge zu diesem Themenbereich, in den USA 1966 und 1984 vor der ISME (International Society for Music Education); bei der UNESCO 1967. Als Landesfachberater für Gymnasien in Niedersachsen war er aktiv in der Lehrerfortbildung und -prüfungen, in der Richtlinienerstellung und in der Schulreform, auch als Landesvertreter auf Bundesebene (Kultusministerkonferenz). Peter Koch war von 1967 bis 1975 Landesvorsitzender des Verbandes Deutscher Schulmusiker (VDS) (seit 1999 Ehrenvorsitzender) und von 1972 bis 1979 zweiter Bundesvorsitzender. 1968 gründete er das Niedersächsische Jugendsinfonieorchester und 1969 das Bundesjugendorchester, dessen Konzerte vom Deutschen Musikrat unterstützt werden.
Er gehörte zum „Kreis Osnabrücker Komponisten“, war hier 15 Jahre (1981–1996) als Vorsitzender tätig und
komponierte zahlreiche Lieder und Liederzyklen (u. a. auf Texte von Wilhelm Busch, Erich Kästner, Albert Vigoleis Thelen), Chorwerke, viele Kanons, Solowerke für Klavier und für Violoncello, Kammermusik für verschiedene Besetzungen vom Duo bis zum Streichquartett und Klavierquartett, ein Violinkonzert und diverse Schultheatermusiken.

## Auszeichnungen
Für seine Verdienste erhielt er 1989 aus den Händen des damaligen niedersächsischen Ministers für Wissenschaft und Kunst, Johann-Tönjes Cassens, das Bundesverdienstkreuz.
Auf Vorschlag der Facheinheit Musik / Musikwissenschaft verlieh der Fachbereich Erziehungs- und Kulturwissenschaft der Universität Osnabrück am 24. Januar 2002 Peter Koch für seine außergewöhnlichen musikpädagogischen Verdienste den Grad und die Würde eines Doktors der Philosophie ehrenhalber.
Im Januar 2006 verlieh ihm der Oberbürgermeister von Osnabrück die Justus-Möser-Medaille, die als höchste Auszeichnung der Stadt gilt.